# طلاب سومطرة
طلاب سومطرة كانت واحدة من أوائل المنظمات الجماهيرية الإسلامية في إندونيسيا، ومقرها في غرب سومطرة. مثل طلاب سومطرة المدرسة الإسلامية الحديثة في إندونيسيا، وهي فكرة فكرية تهدف إلى الإصلاح الإسلامي من خلال التركيز الشديد على القرآن والحديث، والتعليم العلمي الحديث، والاستيحاء من الأفكار غير التقليدية المستوحاة من الحداثة الإسلامية التي يروج لها محمد عبده. تأسست المنظمة في 15 يناير 1919 كنتيجة للقاء بين الطلاب المسلمين في بادانج بانجانج وبارابيك وبادانج جابانج. كان هدف المنظمة تعميق المعرفة الإسلامية بين الطلاب المسلمين. ساهمت المنظمة بشكل كبير في تطور الإسلام في غرب سومطرة في أوائل القرن العشرين.

## التنمية السياسية والحل
بعد فترة وجيزة من الإنشاء، تطورت المنظمة سياسياً مع دمج كل ما حدث في غرب سومطرة، وشجعوا جميع الطلاب في سوراوس على تشكيل منظمات تربطهم جميعًا معًا. في 22 يناير 1922 بناء على دعوة من طلاب سومطرة بادانج بانجانج، تم عقد اجتماع بين ممثلي جميع مدارس طلاب سومطرة. قرر الاجتماع تشكيل وحدة للمنظمات الطلابية في ظل مجلس مركزي واحد له فروع في المناطق. يُطلق على الاتحاد اسم اتحاد طلاب سومطرة، وكان مركز نشاطه في بادانج بانجانج. في عام 1923 بتأثير جمال الدين تامين وداتوك بتواه تم جلب الشيوعية إلى الاتحاد واجتذبت قلوب تلاميذ سومطرة. عارضت هذه الفكرة الجديدة تمامًا من محاضرو المنظمة، وخاصة حاج رسول الذي كان حينها أستاذاً. أدت هذه التطورات السياسية إلى إغلاق المنظمة من قبل الحكومة الاستعمارية لجزر الهند الشرقية الهولندية في عام 1928.

## الميراث
في عام 1930 أسس العلماء التقليديون بقيادة المحاضرين السابقين في طلاب سومطرة اتحاد التعليم الإسلامي لاستيعاب احتياج التعليم الإسلامي في غرب سومطرة. في نفس العام وافق الطلاب السابقون في طلاب سومطرة على تأسيس المنظمة الإسلامية القومية - اتحاد المسلمين الإندونيسيين، التي تطورت في نهاية المطاف إلى حزب سياسي. ومن بين السياسيين البارزين في الحزب راسونا سعيد.
إلى جانب تأسيس الاتحاد، تحولت بعض مدارس طلالب سومطرة إلى مؤسسة تعليمية إسلامية مستقلة حرة معروفة جيدًا هذه الأيام. حول طلاب سومطرة ثالب مدرسة إبراهيم موسى بارابك إلى مدرسة ثالب بارابك، وحولت مدرسة ثالب سايك عباس عبد الله بادانج جابانج إلى دار الفنون.